# Brînzeni, Glodeni
Brînzeni este un sat din cadrul comunei Camenca din raionul Glodeni, Republica Moldova.

## Demografie
Conform recensământului populației din 2004, satul Brînzeni avea 371 de locuitori: 363 de moldoveni/români, 5 ruși, 2 ucraineni și 1 persoană cu etnie nedeclarată.